# Негросский земляной голубь
Негросский земляной голубь, или негросский кровавогрудый голубь, или негросский куриный голубь (лат. Gallicolumba keayi) — вид птиц из семейства голубиные (Columbidae). Ранее обитал более широко на территории Западных Висайских островов, но теперь его можно встретить только на островах Негрос и Панай. Находится на грани исчезновения. Эндемик Филиппин.

## Таксономическая история
Уильям Кларк описал этот вид голубей (в рамках рода Phlegoenas) по трём экземплярам с острова Негрос, полученным от У. А. Кея, владельца сахарной плантации. Видовое название увековечило этого человека. Первоописание сопровождалось литографией Кёлеманса.

## Описание
Наземный голубь среднего размера. Его общая длина 25 см. Голова, плечи и передняя часть спины переливающегося зеленовато-синего цвета. Остальная часть спины и маховые перья коричневые. Горло, грудь и живот белые. На крыльях широкие белые полосы отделяют зелёное оперение от коричневого.
На белой груди в центре — алое пятно. Песня — короткая, ускоряющаяся серия низких нот.

## Распространение и местообитания
Распространение вида ограничено двумя островами Висайского архипелага: Негрос и Панай. Негросский земляной голубь обитает в девственных лесах на высоте до 1200 метров над уровнем моря. Он чувствителен к нарушению среды и избегает селиться во вторичных лесных сообществах, хотя имеются некоторые редкие записи от этом.

## Образ жизни
Питается на земле, но ночует и гнездится на кустах или лианах. Птицы держатся парами или поодиночке. Питается преимущественно растительной пищей, хотя есть сообщения, что они с охотой едят насекомых.
Гнездование было зарегистрировано в марте-июне, при этом птенцы оперились всего через 12 дней. Это, возможно, является адаптацией к уязвимости их открытых и низких гнезд, которые они устраивают в эпифитных папоротникпх. Гнезда, по-видимому, регулярно подвергаются нападениям хищников.

## Охранный статус
Вид находится под угрозой исчезновения: его популяция оценивается в 50-249 взрослых особей.
Охота, ловля для торговли и потеря среды обитания названы основными угрожающими факторами. Из-за сведения лесов популяция продолжает сокращаться. В 2007 году на Негросе и Панайе осталось соответственно 3 % и 6 % лесного покрова, причём большая часть леса находится выше обычных мест гнездования этого голубя.
В 2020 году учёные из Бристольского зоологического общества при финансовой поддержке Фонда Мухаммада ибн Заида по сохранению видов проводила популяционные исследования в природном парке «Северо-западный полуостров Панай», которые подтвердили, что Gallicolumba keayi предпочитает местообитания с густым подлеском и сомкнутым лесным пологом. Модельные построения показывают, что подходящих мест обитания осталось мало.
Впервые он был выведен в неволе в 2007 году в Центре исследований охраны тропических растений. По состоянию на 2013 год поголовье в неволе насчитывало 18 особей, 14 из которых выведены от птиц, конфискованных в результате незаконной торговли птицами.
Разведением в неволе занимается также Фонд Таларак при поддержке Филиппинского фонда охраны биоразнообразия.
В естественной среде обитания вид охраняется в нескольких национальных и природных парках Филиппин (Северный Негрос, Северо-западный полуостров Панай и других).